# Henrik Gustavsson (fotbollsspelare)
Henrik Gustavsson, född 21 oktober 1976, är en svensk före detta fotbollsmålvakt som spelade för Åtvidabergs FF. Från och med säsongen 2020 så är han assisterande tränare istället tillsammans med Anders Bååth som huvudtränare.

## Karriär
Efter säsongen 2015 avslutade Gustavsson sin fotbollskarriär som elitspelare. Han anslöt sig därefter till division 5-klubben Horn-Hycklinge IF som utespelare. Gustavsson spelade 12 matcher för klubben.
Under sommaren 2016 återvände Gustavsson till Åtvidabergs FF, där det var tänkt att han skulle vara reserv till Gustav Jansson. Gustavsson spelade dock en match i september 2016 mot IK Sirius. Den 6 juni 2018 gjorde han återigen comeback i Åtvidabergs FF då laget vann med 2–0 mot FK Karlskrona. I december 2018 förlängde Gustavsson sitt kontrakt med ett år.